# 거인 (1955년 영화)
거인(The Tall Men)은 미국에서 제작된 라울 월쉬 감독의 1955년 액션, 모험, 드라마 영화이다. 클라크 게이블 등이 주연으로 출연하였다.

## 출연

### 주연
- 클라크 게이블
- 제인 러셀
- 로버트 라이언

### 조연
- 캐머런 미첼
- 주안 가르시아
- 에밀 메이어
- 스티브 다렐

## 제작진
- 세트: 월터 M. 스콧
- 세트: 체스터 L. 바이히
- 의상: 트라빌라